# Lahourcade
Lahourcade est une commune française, située dans le département des Pyrénées-Atlantiques en région Nouvelle-Aquitaine.
Le gentilé est Lahourcadais.

## Géographie

### Localisation
La commune de Lahourcade se trouve dans le département des Pyrénées-Atlantiques, en région Nouvelle-Aquitaine.
Elle se situe à 26 km par la route de Pau, préfecture du département, et à 2,9 km de Mourenx, bureau centralisateur du canton du Cœur de Béarn dont dépend la commune depuis 2015 pour les élections départementales. 
La commune fait en outre partie du bassin de vie de Mourenx.
Les communes les plus proches sont : 
Noguères (2,6 km), Mourenx (2,8 km), Pardies (2,8 km), Os-Marsillon (3,8 km), Abos (4,4 km), Bésingrand (4,4 km), Monein (4,9 km), Abidos (4,9 km).
Sur le plan historique et culturel, Lahourcade fait partie de la province du Béarn, qui fut également un État et qui présente une unité historique et culturelle à laquelle s’oppose une diversité frappante de paysages au relief tourmenté.

### Communes limitrophes
Les communes limitrophes sont Lagor, Lucq-de-Béarn, Monein, Mourenx, Noguères, Pardies et Os-Marsillon.
|               | Mourenx    | Noguères |
| Lagor         | Lahourcade | Pardies  |
| Lucq-de-Béarn |            | Monein   |

### Hydrographie

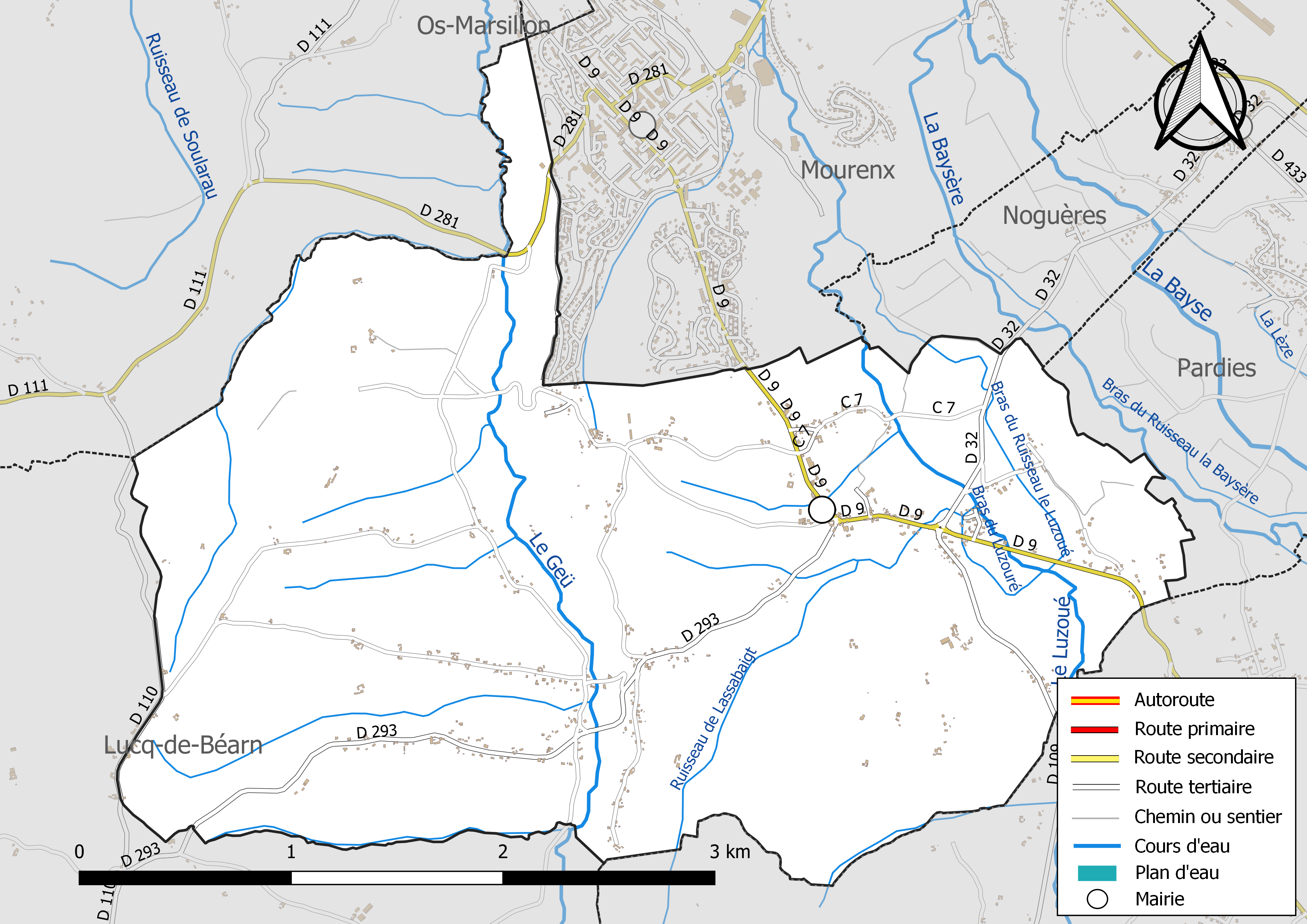
Réseaux hydrographique et routier de Lahourcade.

La commune est drainée par la Baysère, le Geü, le Luzoué, un bras du Luzouré, un bras du ruisseau le Luzoué, le ruisseau de Lassabaigt, et par divers petits cours d'eau, constituant un réseau hydrographique de 21 km de longueur totale,.
La Baysère, d'une longueur totale de 20,4 km, prend sa source dans la commune de Monein et s'écoule du sud vers le nord. Elle traverse la commune et se jette dans la Baïse à Mourenx, après avoir traversé 6 communes.
Le Geü, d'une longueur totale de 22,5 km, prend sa source dans la commune de Lucq-de-Béarn et s'écoule du sud vers le nord. Il traverse la commune et se jette dans le gave de Pau à Mont, après avoir traversé 5 communes.
Le Luzoué, d'une longueur totale de 19,7 km, prend sa source dans la commune de Monein et s'écoule du sud vers le nord. Il traverse la commune et se jette dans le gave de Pau à Mont, après avoir traversé 9 communes.

### Climat
Pour des articles plus généraux, voir Climat de la Nouvelle-Aquitaine et Climat des Pyrénées-Atlantiques.
Historiquement, la commune est exposée à un climat de montagne.  
En 2020, Météo-France publie une typologie des climats de la France métropolitaine dans laquelle la commune est toujours exposée à un climat de montagne et est dans la région climatique Pyrénées atlantiques, caractérisée par une pluviométrie élevée (>1 200 mm/an) en toutes saisons, des hivers très doux (7,5 °C en plaine) et des vents faibles.
Pour la période 1971-2000, la température annuelle moyenne est de 13,4 °C, avec une amplitude thermique annuelle de 13,9 °C. Le cumul annuel moyen de précipitations est de 1 251 mm, avec 11,6 jours de précipitations en janvier et 8,6 jours en juillet. Pour la période 1991-2020, la température moyenne annuelle observée sur la station météorologique la plus proche, située sur la commune de Monein à 5 km à vol d'oiseau, est de 14,2 °C et le cumul annuel moyen de précipitations est de 1 228,6 mm,. Pour l'avenir, les paramètres climatiques de la commune estimés pour 2050 selon différents scénarios d’émission de gaz à effet de serre sont consultables sur un site dédié publié par Météo-France en novembre 2022.

### Milieux naturels et biodiversité

#### Réseau Natura 2000
Le réseau Natura 2000 est un réseau écologique européen de sites naturels d'intérêt écologique élaboré à partir des Directives « Habitats » et « Oiseaux », constitué de zones spéciales de conservation (ZSC) et de zones de protection spéciale (ZPS).
Un site Natura 2000 a été défini sur la commune au titre de la « directive Habitats » : le « gave de Pau », d'une superficie de 8 194 ha, un vaste réseau hydrographique avec un système de saligues encore vivace,.

## Urbanisme

### Typologie
Au 1er janvier 2024, Lahourcade est catégorisée commune rurale à habitat dispersé, selon la nouvelle grille communale de densité à sept niveaux définie par l'Insee en 2022.
Elle est située hors unité urbaine. Par ailleurs la commune fait partie de l'aire d'attraction de Mourenx, dont elle est une commune de la couronne,. Cette aire, qui regroupe 4 communes, est catégorisée dans les aires de moins de 50 000 habitants,.

### Occupation des sols

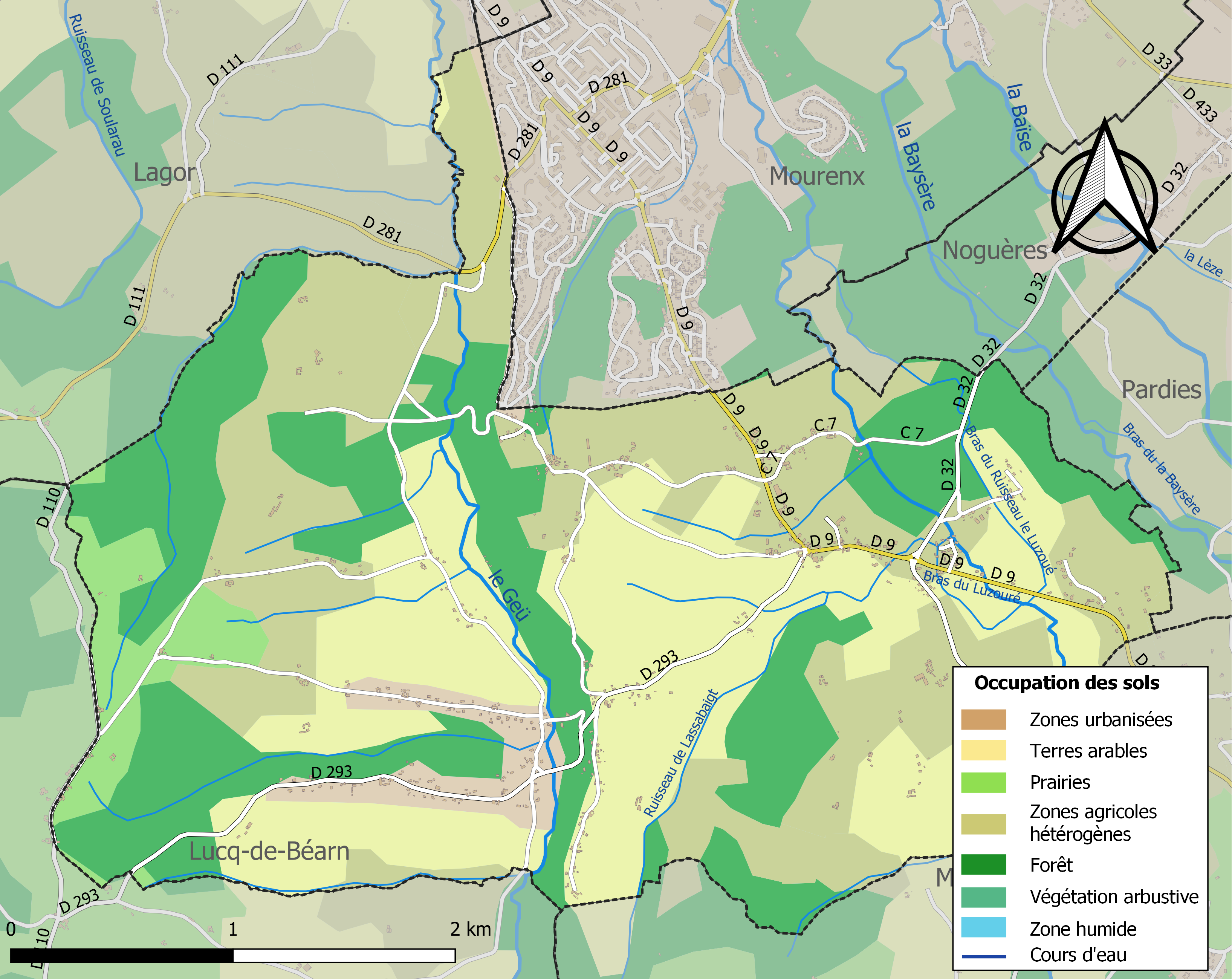
Carte des infrastructures et de l'occupation des sols de la commune en 2018 (CLC).

L'occupation des sols de la commune, telle qu'elle ressort de la base de données européenne d’occupation biophysique des sols Corine Land Cover (CLC), est marquée par l'importance des territoires agricoles (69 % en 2018), en diminution par rapport à 1990 (71 %). La répartition détaillée en 2018 est la suivante : 
zones agricoles hétérogènes (32,7 %), terres arables (31,9 %), forêts (27,5 %), prairies (4,3 %), zones urbanisées (3,5 %). L'évolution de l’occupation des sols de la commune et de ses infrastructures peut être observée sur les différentes représentations cartographiques du territoire : la carte de Cassini (XVIIIe siècle), la carte d'état-major (1820-1866) et les cartes ou photos aériennes de l'IGN pour la période actuelle (1950 à aujourd'hui).

### Lieux-dits et hameaux
- Anglande.

### Risques majeurs
Le territoire de la commune de Lahourcade est vulnérable à différents aléas naturels : météorologiques (tempête, orage, neige, grand froid, canicule ou sécheresse), inondations et séisme (sismicité moyenne). Il est également exposé à un risque technologique,  le transport de matières dangereuses. Un site publié par le BRGM permet d'évaluer simplement et rapidement les risques d'un bien localisé soit par son adresse soit par le numéro de sa parcelle.

#### Risques naturels
Certaines parties du territoire communal sont susceptibles d’être affectées par le risque d’inondation par une crue torrentielle ou à montée rapide de cours d'eau, notamment la Baysère, le Luzoué et le Geü. La commune a été reconnue en état de catastrophe naturelle au titre des dommages causés par les inondations et coulées de boue survenues en 1982, 1983, 1999, 2006, 2008, 2009, 2018, 2019 et 2021,.

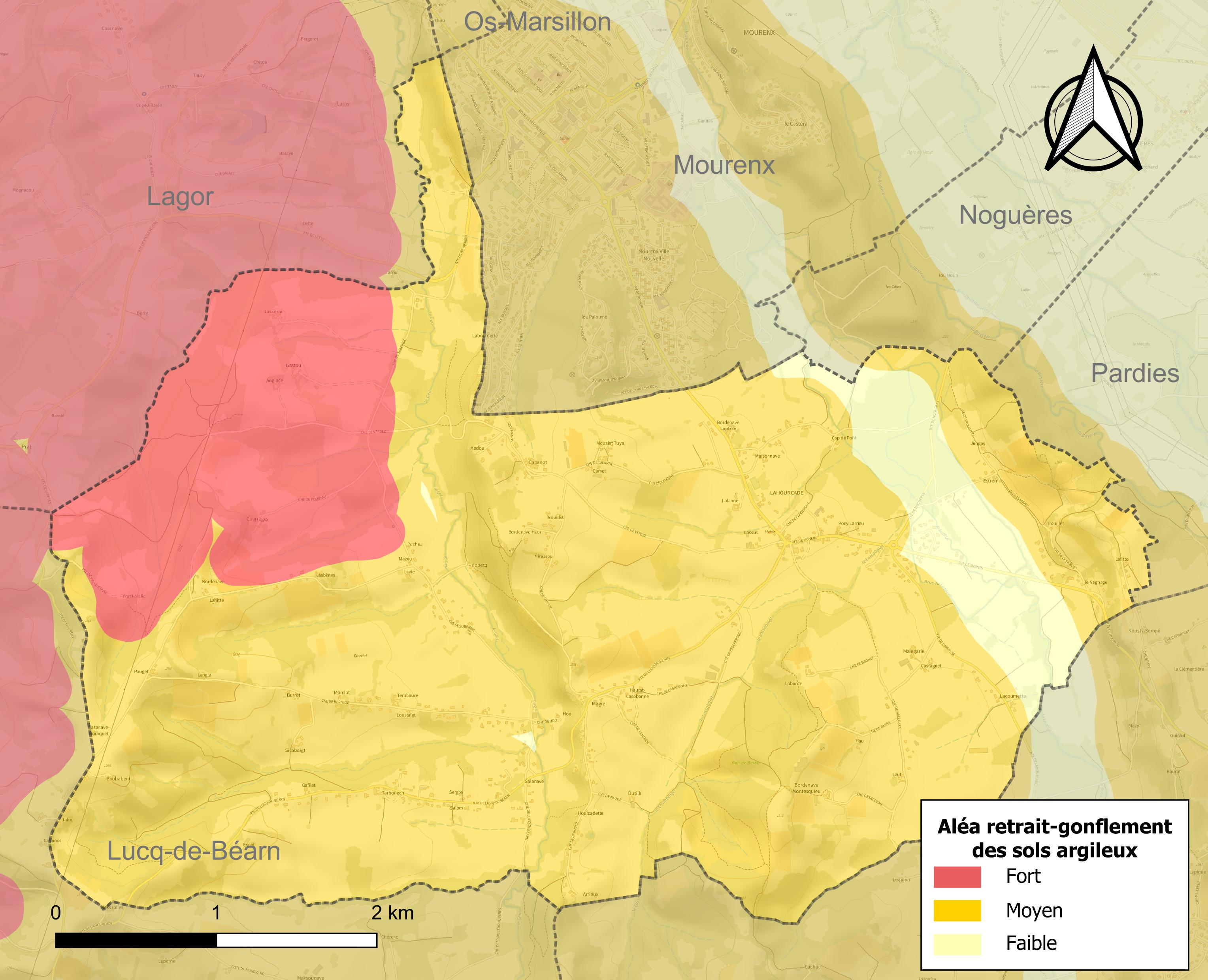
Carte des zones d'aléa retrait-gonflement des sols argileux de Lahourcade.

Le retrait-gonflement des sols argileux est susceptible d'engendrer des dommages importants aux bâtiments en cas d’alternance de périodes de sécheresse et de pluie. 93,8 % de la superficie communale est en aléa moyen ou fort (59 % au niveau départemental et 48,5 % au niveau national). Depuis le 1er octobre 2020, en application de la loi ELAN, différentes contraintes s'imposent aux vendeurs, maîtres d'ouvrages ou constructeurs de biens situés dans une zone classée en aléa moyen ou fort,.

## Toponymie
Le toponyme Lahourcade apparaît sous les formes 
lo Casteg et la Mo de Pardies (1344, notaires de Pardies), 
Laforcade de Pardies (1438, notaires d'Oloron), 
Laforcade deu Casterot de Pardies et Laforcada (respectivement 1540 et 1572, réformation de Béarn), 
Lafourcade (1607, règlement de Lagor), 
Sainte Agathe de Lahorcade (1678, insinuations du diocèse d'Oloron) et 
Lafforcade (1704, dénombrements d'Orthez).
Son nom béarnais est La Horcada ou La Hourcade, signifiant forêt de chênes.
Anglade, ancienne ferme de la commune, est mentionnée en 1572 (réformation de Béarn).

## Histoire
Paul Raymond note qu'en 1385 Lahourcade comptait 48 feux et dépendait du bailliage de Lagor et Pardies.

## Politique et administration

### Situation administrative
Lahourcade a fait partie de l'arrondissement d'Oloron-Sainte-Marie jusqu'au 30 décembre 2016. À cette date, elle appartient désormais à celui de Pau.

### Liste des maires
| Période                                  | Période  | Identité              | Étiquette | Qualité |
| ---------------------------------------- | -------- | --------------------- | --------- | ------- |
| 1947                                     | 1983     | Sylvestre Ladaurade   |           |         |
| 1983                                     | 2008     | Jean-Pierre Ladaurade |           |         |
| 2008                                     | 2020     | Gérard Paloumet       |           |         |
| 2020                                     | En cours | Bernard Gobert        |           |         |
| Les données manquantes sont à compléter. |          |                       |           |         |

### Intercommunalité
La commune fait partie de trois structures intercommunales :
- la communauté de communes de Lacq-Orthez ;
- le SIVU pour l'aménagement et la gestion des cours d’eau du bassin des baises ;
- le syndicat intercommunal d’eau et d’assainissement Gave et Baïse.

## Population et société

### Démographie
L'évolution du nombre d'habitants est connue à travers les recensements de la population effectués dans la commune depuis 1793. Pour les communes de moins de 10 000 habitants, une enquête de recensement portant sur toute la population est réalisée tous les cinq ans, les populations de référence des années intermédiaires étant quant à elles estimées par interpolation ou extrapolation. Pour la commune, le premier recensement exhaustif entrant dans le cadre du nouveau dispositif a été réalisé en 2004.

En 2022, la commune comptait 710 habitants, en évolution de +2,01 % par rapport à 2016 (Pyrénées-Atlantiques : +3,78 %, France hors Mayotte : +2,11 %).
| 1793 | 1800 | 1806 | 1821 | 1831 | 1836 | 1841 | 1846 | 1851 |
| ---- | ---- | ---- | ---- | ---- | ---- | ---- | ---- | ---- |
| 820  | 757  | 737  | 798  | 778  | 780  | 745  | 700  | 645  |

| 1856 | 1861 | 1866 | 1872 | 1876 | 1881 | 1886 | 1891 | 1896 |
| ---- | ---- | ---- | ---- | ---- | ---- | ---- | ---- | ---- |
| 638  | 635  | 602  | 606  | 638  | 614  | 582  | 570  | 558  |

| 1901 | 1906 | 1911 | 1921 | 1926 | 1931 | 1936 | 1946 | 1954 |
| ---- | ---- | ---- | ---- | ---- | ---- | ---- | ---- | ---- |
| 576  | 556  | 553  | 498  | 510  | 501  | 514  | 442  | 414  |

| 1962 | 1968 | 1975 | 1982 | 1990 | 1999 | 2004 | 2006 | 2009 |
| ---- | ---- | ---- | ---- | ---- | ---- | ---- | ---- | ---- |
| 480  | 644  | 710  | 665  | 724  | 685  | 700  | 681  | 725  |

| 2014 | 2019 | 2022 | - | - | - | - | - | - |
| ---- | ---- | ---- | - | - | - | - | - | - |
| 689  | 699  | 710  | - | - | - | - | - | - |

## Économie
La commune fait partie des zones AOC du vignoble du Jurançon et du Béarn et de celle de l'ossau-iraty. L'activité est principalement agricole (élevage, maïs).

## Culture locale et patrimoine

### Patrimoine religieux
L’église Sainte-Agathe se dresse sur le territoire de la commune.

## Équipements
La commune dispose d'une école primaire et d'une salle multi-sport.

## Héraldique
| Blason de Lahourcade | Blason  | Écartelé ondé: au 1) d'or à deux vaches de gueules accornées, colletées et clarinées d'azur, au 2) d'azur à une grappe de raisin feuillée d'or, au 3) d'azur à un épi de maïs d'or, au 4) d'or à un clocher (du lieu) d'argent essoré de sable ajouré d'argent |
| Blason de Lahourcade | Détails | Créé par JF Binon. Adopté 2022 |